# Mohamed Kaba (football)
Mohamed Kaba, né le 27 octobre 2001 à Orléans, est un footballeur franco-guinéen. Il évolue au poste de milieu de terrain dans le club d'US Lecce.

## Biographie
Mohamed Kaba est né le 27 octobre 2001 à Orléans, de parents guinéens, pays dont il possède également la nationalité. 
Mohamed Kaba rejoint la réserve du Valenciennes FC en 2019. En 2020, il se blesse aux ligaments croisés, ce qui l'éloigne des terrains une année. Il signe son premier contrat professionnel le 17 juillet 2021.
Il joue son premier match professionnel lors de la 1re journée de championnat le 24 juillet 2021 face à Niort (0-0). Il est titulaire et joue 65 minutes avant d'être remplacé. Pour sa première saison avec les professionnels, il s'impose rapidement comme un titulaire indiscutable au milieu du onze valenciennois. Ses bonnes performances sont saluées par les supporters qui le nomment joueur du mois en septembre et en octobre.

## Statistiques
| Saison                | Club                  | Championnat           | Championnat | Championnat | Coupe(s) nationale(s) | Coupe(s) nationale(s) | Total | Total |
| Saison                | Club                  | Division              | M.          | B.          | M.                    | B.                    | M.    | B.    |
| 2021-2022             | Valenciennes FC       | Ligue 2               | 34          | 0           | 3                     | 0                     | 37    | 0     |
| 2022-2023             | Valenciennes FC       | Ligue 2               | 32          | 5           | 1                     | 0                     | 33    | 5     |
| 2023-2024             | Valenciennes FC       | Ligue 2               | 1           | 0           | -                     | -                     | 1     | 0     |
| Sous-total            | Sous-total            | Sous-total            | 67          | 5           | 4                     | 0                     | 71    | 5     |
| 2023-2024             | US Lecce              | Serie A               | 19          | 0           | -                     | -                     | 19    | 0     |
| Total sur la carrière | Total sur la carrière | Total sur la carrière | 86          | 5           | 4                     | 0                     | 90    | 5     |